# Canzonetta

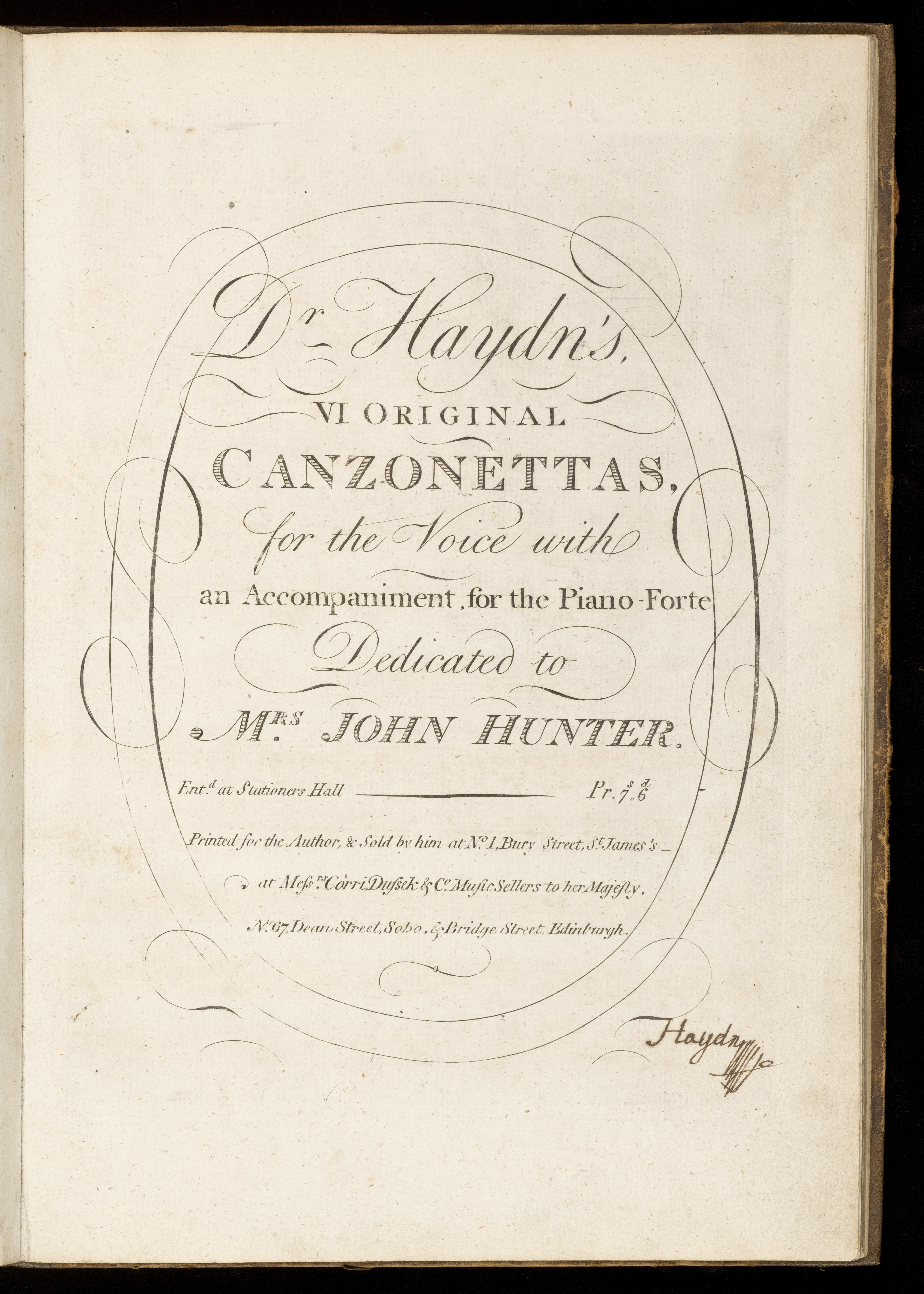
Exemple de canzonetta.

La canzonetta (pluriel : canzonette) est une composition profane vocale avec accompagnement originaire d'Italie et populaire à la fin du XVIe siècle. Elle connait un succès rapide grâce à sa musique facile à chanter et ses textes dénués d'ambition littéraire, dominés par la thématique pastorale.

## XVIesiècle
Issu de la tradition des genres « légers » comme la villanella ou la villotta, les canzonette font l'objet de recueils qui paraissent régulièrement au cours des vingt dernières années du XVIe siècle. Ils comportent le plus souvent des tablatures pour luth ou clavecin[réf. nécessaire]. 
À la fin du XVIe siècle , les deux plus grands représentants du genre sont Luca Marenzio et Orazio Vecchi.

## Au-delà duXVIesiècle
À l'origine écrite pour plusieurs voix, la canzonetta évolue pendant la période baroque vers la chanson solo avec accompagnement instrumental de type cantate et fera quelques incursions dans l'opéra[réf. nécessaire].

## Terminologie
La première utilisation connue du terme est faite en 1580 dans la réédition du premier livre de canzonette à 4 voix d'Orazio Vecchi, mais puisqu'il s'agit d'une réédition, le terme avait déjà commencé à se diffuser auparavant.
Le terme encore utilisé aux XVIIIe et XIXe siècles ne désigne alors plus aucune forme précise.